# Трудолюбівка (Кам'янський район)
Трудолю́бівка — село в Україні, П'ятихатській міській громаді Кам'янського району Дніпропетровської області.
Населення — 137 мешканців.

## Географія
Село Трудолюбівка знаходиться на відстані 1,5 км від сіл Жовтоолександрівка та Виноградівка.

## Населення

### Мова
Розподіл населення за рідною мовою за даними перепису 2001 року:
| Мова       | Відсоток |
| ---------- | -------- |
| українська | 94,9 %   |
| молдовська | 2,9 %    |
| російська  | 2,2 %    |

## Інтернет-посилання
- Погода в селі Трудолюбівка

1. ↑  Рідні мови в об'єднаних територіальних громадах України — Український центр суспільних даних